# 格奥尔格·达舍尔
格奥尔格·达舍尔（德語：Georg Dascher，1911年6月27日—1944年11月25日），德国男子手球运动员。他曾代表德国参加1936年夏季奥林匹克运动会手球比赛，获得一枚金牌。他在第二次世界大战期间去世。